# أبسينس
أبسينس (بالإنجليزية: Apsines)‏ كان آبسينس من جدارا (عاش في القرن 3 الميلادي) عالم البلاغة اليونانية. درس في سميرنا وكان يُدرس في أثينا، اكتسب هذه السمعة وحيث أنه وصل إلى مقام القنصلية من قبل الإمبراطور مكسيمنيوس Maximinus .
مترجم Apsines